# Suctobelbella tatarica
Suctobelbella tatarica är en kvalsterart som först beskrevs av Krivolutsky 1968.  Suctobelbella tatarica ingår i släktet Suctobelbella och familjen Suctobelbidae. Inga underarter finns listade i Catalogue of Life.